# Volker Fischer
Volker Fischer (Iserlohn, 1950. augusztus 15. –) olimpiai és világbajnok német párbajtőrvívó.